# Richard Thomas (zoologo)
John Paul Richard Thomas (2 maggio 1938) è un erpetologo statunitense dell'Università di Porto Rico.
È famoso per aver scoperto, nel 2001, la più piccola lucertola del mondo, Sphaerodactylus ariasae, sull'isola Beata in Repubblica Dominicana.